# Юбек
Юбек (нем. Jübek) — община в Германии, в земле Шлезвиг-Гольштейн.
Входит в состав района Шлезвиг-Фленсбург. Подчиняется управлению Зильберштедт. Население составляет 2599 человек (на 31 декабря 2010 года). Занимает площадь 15,58 км².

## Культура
До 1998 года ежегодно состоялся рокфестиваль под названием "Jübek-Rock-Festival". На этом фестивале выступили известные певцы и группы, например Джанна Наннини, Брайан Адамс (1991), Die Toten Hosen (1992), Die Böhsen Onkelz и Runrig (1995).